# Pays rédimés des gabelles
Vous pouvez aider à l'améliorer ou bien discuter des problèmes sur sa page de discussion.
- Il ne cite pas suffisamment ses sources. Vous pouvez indiquer les passages à sourcer avec {{référence nécessaire}} ou {{Référence souhaitée}}, et inclure les références utiles en les liant aux notes de bas de page. (Marqué depuis juillet 2022)
- Certaines informations devraient être mieux reliées aux sources mentionnées dans la bibliographie ou les liens externes. Améliorez sa vérifiabilité en les associant par des références. (Marqué depuis juillet 2022)

- Archive Wikiwix
- Bing
- Cairn
- DuckDuckGo
- E. Universalis
- Gallica
- Google
- G. Books
- G. News
- G. Scholar
- Persée
- Qwant
- (zh) Baidu
- (ru) Yandex
- (wd) trouver des œuvres sur Wikidata

Avant la Révolution de 1789, les pays rédimés des gabelles (ou plus simplement « rédimés », du latin redimere, racheter) sont des provinces de l'Ouest et du Sud-Ouest de la France qui ne paient plus l'impôt sur le sel depuis le milieu du XVIe siècle en échange du versement au roi d'une importante somme globale.

## Historique

- Localisation des pays rédimés de gabelles en 1789

L'établissement des pays rédimés est une conséquence lointaine du rattachement définitif du duché d'Aquitaine à la France au début du XIIIe siècle. Sous la domination anglaise cette région est soumise, comme la France capétienne, à un impôt sur le sel, mais plus léger que la gabelle, et qui fut maintenu jusqu'au début du XVIe siècle. Cette disparité dans le poids de l'impôt et donc dans le prix du sel provoquait une importante contrebande. Pour y mettre fin, le pouvoir royal tenta d'uniformiser la gabelle par diverses mesures fiscales prises de 1537 à 1544.
Cette augmentation de la fiscalité provoque en 1548 une insurrection dans les provinces littorales concernées : la Révolte des Pitauds. Après une sévère répression, un compromis est accepté par le roi Henri II. Les représentants du clergé, de la noblesse et du tiers état des "pays" de Poitou, Châtellerault, Saintonge, "ville et gouvernement de la Rochelle", Angoumois, Haut et Bas Limousin, Haute et Basse Marche, Périgord et "enclaves et anciens ressorts d'iceux" obtiennent en 1549 la suppression de la gabelle et des greniers à sel. En échange, ils s'engagent à payer en une seule fois la somme de 450 000 livres. Les provinces concernées doivent cependant continuer à payer une taxe annuelle, qui est rachetée à son tour en 1553. Dès lors le Poitou, le Limousin et la Marche sont exonérés de tout impôt sur le sel.

## Les dépôts de sel
L'existence des pays rédimés, où le sel n'était soumis à aucune taxe, donnait lieu à une contrebande intense (le " faux saunage "). Pour la combattre, le règlement général de juin 1660 établit des "dépôts de sel" à proximité immédiate des pays de grande gabelle, concernant les paroisses situées dans une zone de 5 lieues de largeur (20 kilomètres environ) bordant ces pays. Comme les greniers à sel, les dépôts ont chacun une circonscription bien délimitée. Les habitants concernés doivent obligatoirement y acheter leur sel, afin d'empêcher la constitution de surplus négociables frauduleusement. La consommation annuelle est règlementairement limitée à un minot (72 litres, réputés peser 48,90 kilogrammes) pour sept personnes âgées d'au moins huit ans, salaisons comprises. Dans les régions pourvues de dépôts de sel, on se plaint donc d'une pénurie organisée, quand la surconsommation de ce produit est dénoncée de l'autre côté de la "frontière".